# Луговое (Мелитопольский район)
Луговое (укр. Лугове) — село,
Терпеньевский сельский совет,
Мелитопольский район,
Запорожская область,
Украина.
Население — 30 человек (2001 год).

## Географическое положение
Село Луговое находится на левом берегу реки Молочная,
выше по течению на расстоянии в 1 км расположено село Заречное,
ниже по течению на расстоянии в 2 км расположено село Новопилиповка,
на противоположном берегу — село Терпенье.
Рядом проходит автомобильная дорога Т-0401.

## История
Село Луговое было основано как усадьба Пригорье богатым меннонитским землевладельцем Давидом Абрамовичем Классеном в 1906 году. По-видимому, какие-то постройки постройки имелись на месте усадьбы и раньше. По крайней мере, известно, что ещё в 1905 году здесь была воздвигнута печь для обжига кирпича.
Усадьба Классенов в Пригорье включало элегантный трёхэтажный особняк из 38 комнат, домики для постоянных работников, многочисленные хозяйственные постройки. У дома был устроен маленький пруд, питаемый водой из артезианской скважины. На берегу пруда был сооружён купальный домик. Во дворе росло много цветов и декоративных кустарников. На хоздворе разводили и обычную домашнюю птицу, и экзотических павлинов, цесарок, голубей. За домом располагались сад с различными фруктовыми деревьями, виноградник, ягодник и большой огород. Хутор при усадьбе был подчинён Вознесенской волости Бердянского уезда Таврической губернии.
В поместье работали 7 служанок, садовник, от 35 до 40 конюхов, кучеров, пастухов, чабанов и полевых работников и стража, патрулировавшая окрестности для пресечения хищений. Слуги жили в господском доме, а постоянные работники и их семьи – в небольших коттеджах. Кроме того, во время уборки урожая Классены нанимали временных работников из окрестных сёл, прежде всего, из Терпенья.
В Пригорье Классены владели около 1200 га земли, часть из которой сдавалась в аренду. Поместье специализировалось на растениеводстве, главным образом на производстве зерновых. Почва была плодородной и обрабатывалась с помощью современных орудий труда, в том числе и паровых, изобретенных и изготовленных меннонитами или привезённых из Северной Америки. Собранный урожай пшеницы подводами отвозили на железнодорожную станцию в Лихтенау, оттуда отправляли в Бердянский порт и кораблями экспортировали в Европу.
После революции Классены покинули Пригорье, а в 1924 году эмигрировали в Канаду, где продолжили заниматься земледелием.

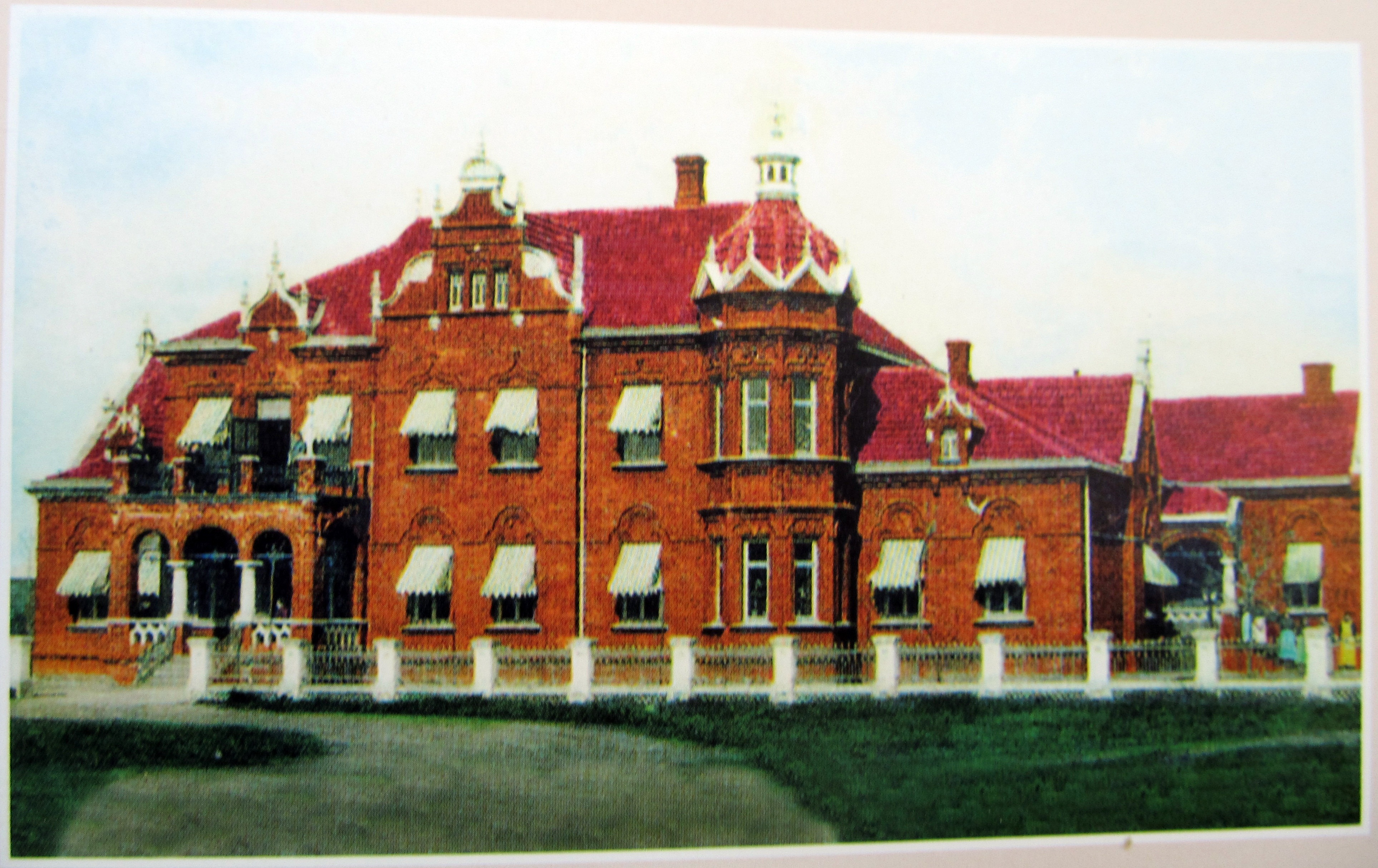
Усадьба семьи Классен в Пригорье

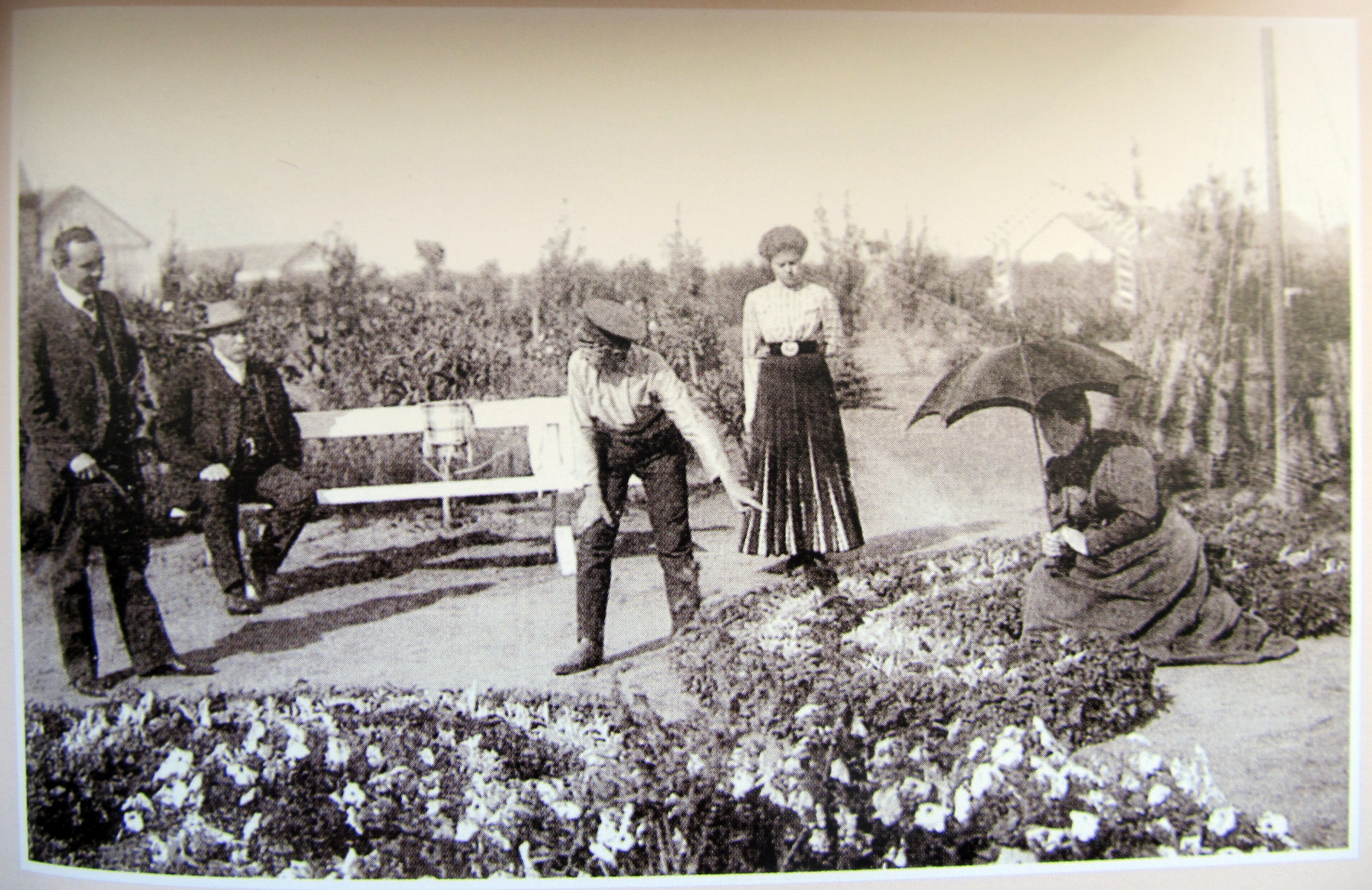
Цветник в саду Пригорья. 1909 год

## Население
- В 1915 население хутора Пригорье составляло 110 человек.[3]
- По переписи 2001 года Луговое с населением 30 жителей (14 мужчин и 16 женщин) является одним из самых малонаселённых сёл Мелитопольского района.[4]

## Известные жители
Давид Абрамович Классен — немецкий землевладелец, владелец усадьбы Пригорье, положившей начало селу Луговое, брат Генриха Абрамовича Классена.